# Anatemnus subindicus
Anatemnus subindicus är en spindeldjursart som först beskrevs av Edvard Ellingsen 1910.  Anatemnus subindicus ingår i släktet Anatemnus och familjen Atemnidae. Inga underarter finns listade i Catalogue of Life.